# 全國人民代表大會常務委員會香港特別行政區基本法委員會
全国人民代表大会常务委员会香港特别行政区基本法委员会（简称香港基本法委员会），是全国人民代表大会常务委员会设立的工作委员会。

## 沿革
1990年4月4日，第七届全国人民代表大会第三次会议通过决定：
- 一、批准香港特别行政区基本法起草委员会关于设立全国人民代表大会常务委员会香港特别行政区基本法委员会的建议。
- 二、在《中华人民共和国香港特别行政区基本法》实施时，设立全国人民代表大会常务委员会香港特别行政区基本法委员会[1]。

1997年7月，第八届全国人民代表大会常务委员会第二十六次会议决定成立全国人民代表大会常务委员会香港特别行政区基本法委员会。
1997年7月1日，第一任香港基本法委员会第一次会议召开，就香港基本法附件三所列全国性法律增减的问题，即增加《中华人民共和国国旗法》、《中华人民共和国领事特权与豁免条例》、《中华人民共和国国徽法》、《中华人民共和国领海及毗连区法》、《中华人民共和国香港特别行政区驻军法》，删去《中央人民政府公布中华人民共和国国徽的命令》附：国徽图案、说明、使用办法等，向全国人大常委会提供意见。
1997年10月9日至10日，第一任香港基本法委员会第二次会议召开，讨论了委员会议事规则和运作机制、工作方式等问题，通过了全国人大常委会香港基本法委员会议事规则。该议事规则于1998年4月经全国人大常委会委员长会议批准实施。
1998年9月26日，第一任香港基本法委员会第三次会议召开，就香港基本法附件三所列全国性法律增加问题，即增加《中华人民共和国专属经济区和大陆架法》，向全国人大常委会提供意见。
1999年6月16日至18日，第一任香港基本法委员会第四次会议召开，就香港基本法第二十二条第四款和第二十四条第二款第(三)项的解释问题向全国人大常委会提供意见。
2003年1月15日，第一任香港基本法委员会第五次会议召开，讨论通过了委员会1997年至2002年的工作报告。
2003年3月，第二任香港基本法委员会第一次会议召开，讨论了委员会议事规则是否修改和如何工作等问题。
2004年3月16日至18日，第二任香港基本法委员会第二次会议召开，就香港基本法附件一《香港特别行政区行政长官的产生办法》第七条和附件二《香港特别行政区立法会的产生办法和表决程序》第三条规定的解释问题，向全国人大常委会提供意见。
2005年4月19日，第二任香港基本法委员会第三次会议召开，就香港基本法第五十三条第二款规定的解释问题向全国人大常委会提供意见。
2005年10月26日，第二任香港基本法委员会第四次会议召开，就香港基本法附件三所列全国性法律增加问题，即增加《中华人民共和国外国中央银行财产司法强制措施豁免法》，向全国人大常委会提供意见。

## 职责[4]
按照《中华人民共和国香港特别行政区基本法》和《全国人民代表大会关于批准香港特别行政区基本法起草委员会关于设立全国人民代表大会常务委员会香港特别行政区基本法委员会的建议的决定》，香港基本法委员会的任务是：就有关香港特别行政区基本法第17条、第18条、第158条、第159条实施中的问题进行研究，并向全国人大常委会提供意见。

## 机构设置
与澳门基本法委员会合设：
- 办公室
- 研究室[5][3]

## 组成人员
香港基本法委员会由12名委员组成，内地和香港人士各6人，均由全国人民代表大会常务委员会任命，其中包括法律界人士，任期5年。其中，香港委员须由在外国无居留权的香港特别行政区永久性居民中的中国公民担任，由香港特别行政区行政长官、立法会主席和终审法院首席法官联合提名，报全国人民代表大会常务委员会任命。

### 第一屆
1997年6月27日第八届全国人民代表大会常务委员会第二十六次会议通过

任期：1997年7月—2003年3月
- 主任：項淳一
- 副主任：黃保欣
- 委員（按姓名筆畫排列）：王英凡、喬曉陽、鄔維庸、劉政、吳建璠、吳康民、陳弘毅、陳滋英、梁定邦、譚惠珠（女）[6]

### 第二屆
2003年3月19日第十届全国人民代表大会常务委员会第一次会议通过

任期：2003年3月—2008年6月
- 主任：乔晓阳
- 副主任：黄保欣
- 委员（按姓名筆畫排列）：王光亚、邬维庸（2006年10月3日逝世）、刘镇、李飞、吴康民、陈佐洱、陈弘毅、夏勇、梁定邦、谭惠珠（女）[7]

2006年2月28日第十届全国人民代表大会常务委员会第二十次会议免去：
- 副主任：黄保欣
- 委员：王光亚、刘镇、陈佐洱、夏勇

任命：
- 副主任：梁爱诗（女）、李飞
- 委员：王凤超、王振民、张晓明、饶戈平[8]

2007年2月28日第十届全国人民代表大会常务委员会第二十六次会议补充任命：
- 委员：刘廼强[9]

### 第三屆
2008年6月26日第十一届全国人民代表大会常务委员会第三次会议通过

任期：2008年6月—2013年6月
- 主任：乔晓阳
- 副主任：梁愛詩（女）、李飞
- 委員（按姓名笔划排列）：王凤超、劉迺強、张荣顺、张晓明、陳弘毅、饒戈平、莫樹聯、黃玉山、譚惠珠（女）[10]

2010年8月28日第十一届全国人民代表大会常务委员会第十六次会议免去：
- 委员：王凤超

任命：
- 委员：李刚[11]

2013年3月19日第十二届全国人民代表大会常务委员会第一次会议免去：
- 主任：乔晓阳

任命：
- 主任：李飞
- 副主任：张荣顺[12]

### 第四屆
2013年6月29日第十二届全国人民代表大会常务委员会第三次会议通过

任期：2013年6月—2018年6月
- 主任：李飞
- 副主任：梁爱诗（女）、张荣顺
- 委员（按姓名笔划排列）：刘廼强、陈弘毅、郑淑娜（女）、饶戈平、莫树联、徐泽、黄玉山、黄兰发、谭惠珠（女）[13]

2018年3月22日第十三届全国人民代表大会常务委员会第一次会议免去：
- 主任：李飞

任命：
- 主任：沈春耀
- 副主任：张勇[14]

### 第五屆
2018年6月22日第十三届全国人民代表大会常务委员会第三次会议通过

任期：2018年6月—2023年6月
- 主任：沈春耀
- 副主任：谭惠珠（女）、张勇
- 委员（按姓名笔划排列）：刘廼强（2018年11月21日逝世）、陈冬、陈弘毅、武增（女）、莫树联、黄玉山、黄柳权、梁美芬（女）、韩大元[15]

2021年8月20日第十三届全国人民代表大会常务委员会第三十次会议任命：
- 委员：李国章[16]

### 第六屆
2023年6月28日第十四屆全國人民代表大會常務委員會第三次會議通過

任期：2023年6月—2028年6月
- 主任：沈春耀
- 副主任：黃玉山、張勇
- 委員（按姓名筆划排列）：王靈桂、陳冬、李國章、梁美芬（女）、李浩然、莫樹聯、韓大元、童衛東、王鳴峰[17]